# ماريا مايا
ماريا مايا (بالبرتغالية: Maria Maya‏) هي ممثلة برازيلية، ولدت في 29 يونيو 1981 بريو دي جانيرو في البرازيل.

## وصلات خارجية
- ماريا مايا على موقع IMDb (الإنجليزية)
- ماريا مايا على موقع قاعدة بيانات الفيلم (الإنجليزية)